# Reactor reproducător

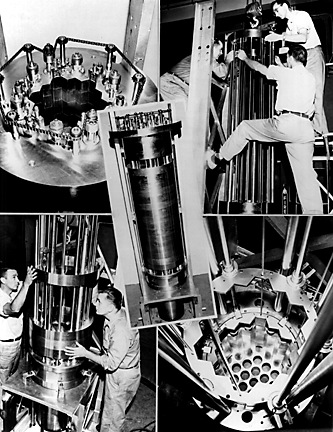
Asamblarea miezului lui Experimental Breeder Reactor I din Idaho, SUA, 1951

Un reactor reproducător este un reactor nuclear care generează mai mult material fisionabil decât consumă. Acești reactori pot fi alimentați cu izotopi ai uraniului și thoriului disponibili în cantități mai mari, cum ar fi 238U și 232Th, spre deosebire de rarul 235U, care este utilizat în reactorii convenționali. Aceste materiale sunt numite materiale fertile deoarece pot fi transformate în combustibili de către acești reactori reproducători.
Reactorii reproducători pot realiza acest lucru deoarece cantitatea de neutroni produsă este suficient de mare pentru a crea mai mult material fisionabil decât utilizează. Acești neutroni suplimentari sunt absorbiți de materialul fertil care este încărcat în reactor împreună cu combustibilul fisionabil. Acest material fertil iradiat⁠(d) se transformă la rândul său în material fisionabil, care poate întreține reacții de fisiune.
La început reactorii reproducători au fost considerați atractivi deoarece utilizau combustibilul de uraniu într-un mod mai complet decât reactorii cu apă ușoară, dar după anii 1960 interesul a scăzut, pe măsură ce s-au descoperit suficiente rezerve de uraniu și noile metode de îmbogățire a uraniului au redus costurile.

## Tipuri

Producerea de actinide transuraniene grele în reactoarele actuale de fisiune termică cu neutroni prin captarea și dezintegrarea neutronilor. Începând de la ^{238}U, se produc izotopi de plutoniu, americiu și curiu. Într-un reactor reproducător cu neutroni rapizi, toți acești izotopi pot fi arși drept combustibil.

Sunt posibile multe tipuri de reactori reproducători:
Un „reproducător” este de fapt un reactor nuclear proiectat pentru o utilizare a neutronilor foarte ridicată, cu o rată de conversie asociată mai mare de 1,0. În principiu, aproape orice variantă de reactor ar putea fi modificată pentru a deveni un reproducător. De exemplu, un reactor cu apă ușoară, o variantă cu moderare puternică, a evoluat în conceptul de reactor cu apă cu moderare redusă (în engleză reduced moderation water reactor – RMWR), folosind apă ușoară în stare supracritică⁠(d), cu densitate mică, pentru a crește utilizarea neutronilor suficient pentru a permite reproducerea.
Pe lângă cele răcite cu apă, există multe alte tipuri de reactori reproducători prevăzute în prezent ca fiind posibile. Acestea cuprind modelele răcite cu săruri topite, cu gaz sau cu metale lichide în mai multe variante. Aproape oricare dintre aceste variante de bază poate fi alimentată cu uraniu, plutoniu, multe actinide minore sau thoriu și pot fi proiectate pentru multe obiective diferite, cum ar fi crearea unei cantități mai mari de combustibil fisionabil, funcționarea pe termen lung în regim staționar sau arderea activă a deșeurilor nucleare.
Proiectele de reactori existente sunt uneori împărțite în două mari categorii, în funcție de spectrul lor de neutroni, care le separă în general pe cele proiectate să utilizeze în principal uraniu și transuraniene, de cele proiectate să utilizeze thoriu și să evite transuranienele. Aceste proiecte sunt:
- Reactor reproducător cu neutroni rapizi (în engleză fast breeder reactor – FBR) care utilizează neutroni „rapizi” (nemoderați) pentru a obține plutoniu fisionabil (și posibil alte elemente transuraniene) din materialul fertil 238U. Spectrul neutronilor rapizi este suficient de flexibil pentru a produce și 233U din thoriu, dacă se dorește.
- Reactor reproducător cu neutroni termici (în engleză thermal breeder reactor – TBR) care utilizează neutroni „termici” (moderați) pentru a obține thoriu, respectiv 233U din acesta. Datorită comportamentului diferiților combustibili nucleari, un reproducător termic este considerat fezabil din punct de vedere comercial doar cu thoriu drept combustibil, ceea ce evită acumularea de elemente transuraniene mai grele.